# Amara (San Sebastián)

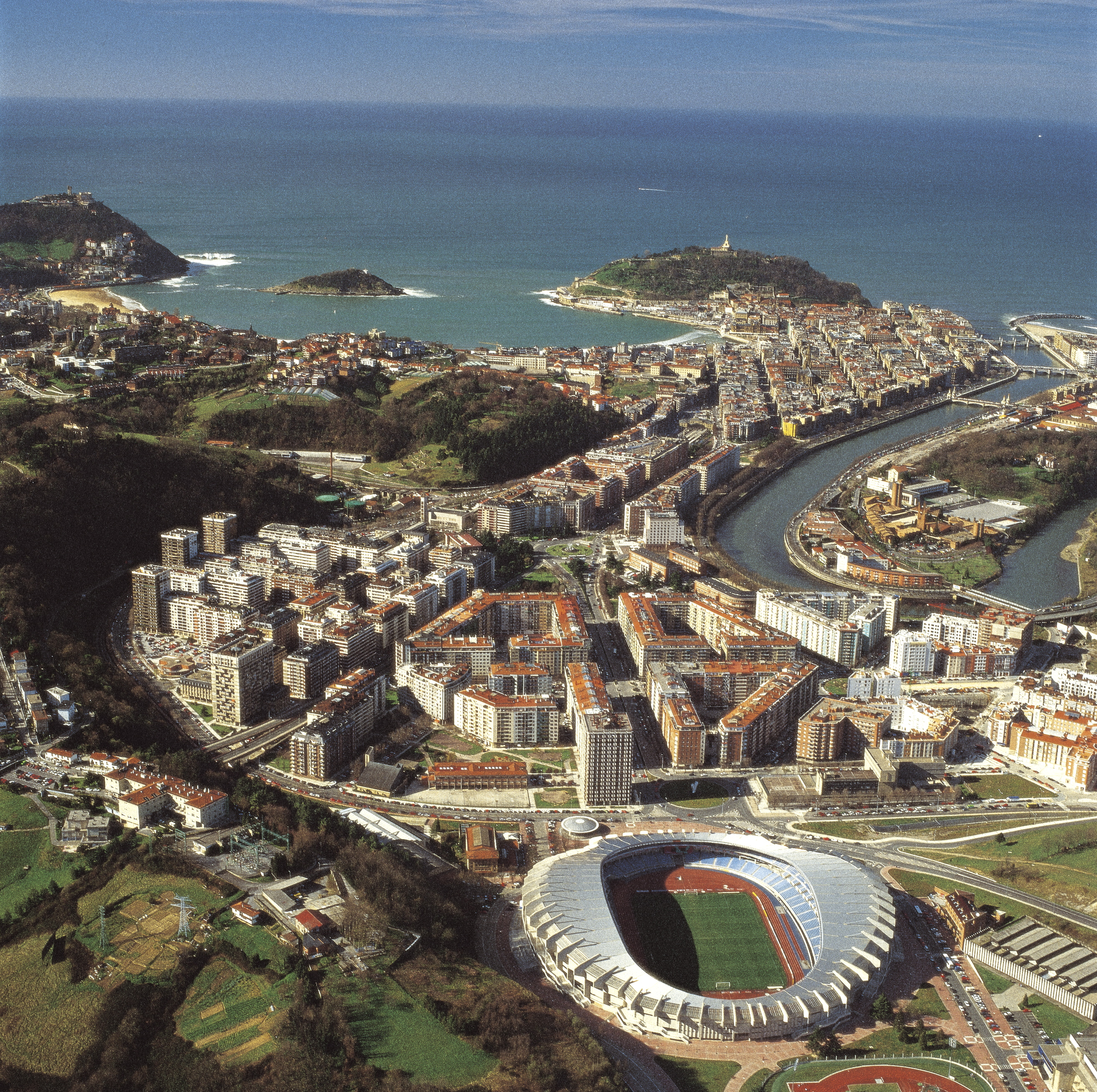
Vista de Amara

Amara es un barrio de la ciudad vasca de San Sebastián, en el norte de España, en la costa del golfo de Vizcaya y a 20 kilómetros de la frontera con Francia. La ciudad es la capital de la provincia de Guipúzcoa, en el País Vasco. La población del municipio es de 185.998 habitantes (2010), y su área metropolitana alcanza los 436.500 (2010).

## Descripción del barrio de Amara
Amara cuenta con una población de 34.642 habitantes. La población respecto del municipio es del 18,6%. La población mayor 64 años es del 23% y en la ciudad del 21,1%. La población menor 18 años es del 14,5% y en la ciudad del 16%.
Amara es un barrio que ha ido formándose en la medida en la que la ciudad necesitaba crecer y por ello está formada por diferentes zonas: Amara Viejo (6528 habitantes), Amara Nuevo, Morlans y Riberas de Loyola (los tres últimos suman 28.114 habitantes según datos del 2010).

## Historia del barrio de Amara

### Riberas de Santiago y primer Amara
La historia del barrio de Amara está vinculada al río Urumea (agua fina), que hasta hace apenas un siglo ocupaba gran parte de su actual ensanche.
Lejana en el tiempo está la época en la que todo su territorio pertenecía a la desembocadura del río, siendo desecado el lugar en los siglos XVI y XVII para limitar el curso de las aguas al borde del actual barrio, y convertir en tierras de cultivo las marismas resultantes de la obra.
Conocido el terreno como “Riberas de Loyola”, la construcción de las vías del ferrocarril, en 1864, lo dividió, creándose las llamadas “riberas de Santiago”, por encontrarse junto al caserío del mismo nombre que se ubicaba en la actual calle de Catalina de Erauso. La primera construcción conocida en las primitivas riberas fue el molino de marea “Errota Berri”, al que siguieron distintos caseríos repartidos por toda su geografía, algunos de cuyos nombres están presentes en las denominaciones dadas a distintas calles y plazas del ensanche.
Cuando en la década de 1870 San Sebastián conoció los límites del ensanche Cortázar (Alameda-Avenida), todo lo que se fue ganando al Urumea hacia el caserío Amara (en el siglo XVI la zona era citada como Amada), que se encontraba en la actual calle del mismo nombre, fue conocido como Ensanche de Amara, que dio paso al barrio de Amara (hoy conocido como Amara Zaharra). Casi un siglo después, en la década de 1950, comenzó a llamarse Ensanche de Amara o Amara Nuevo a la parte comprendida entre la plaza del Centenario y Anoeta. 

### Distintos proyectos urbanísticos
Documentalmente, el ensanche de Amara comienza el año 1895 cuando los arquitectos Nemesio Barrio y José Goicoa presentan en el Ayuntamiento una Memoria para recuperar los terrenos que nos ocupan, siendo el principal obstáculo el hecho de que la mayor parte del espacio era privado.
Cuatro años más tarde sería el ingeniero Marcelo Sarasola quien presentaría un proyecto, que fue aprobado en 1905, para encauzar el Urumea entre el puente María Cristina y el Puente de Hierro. La ambiciosa idea, que suponía retirar las aguas de las riberas de Santiago, fue seguida por la convocatoria, el año 1914, de un concurso para diseñar el urbanismo del nuevo barrio siguiendo las ideas presentadas el año anterior por Horacio Azqueta.
Se presentaron dos proyectos: el de los arquitectos Horacio Azqueta y José Gurruchaga y el del también arquitecto Eugenio Vallarino. El año 1922 se aceptaron ambos trabajos, aunque finalmente se dio prioridad al de Azqueta y Gurruchaga. De todos modos, dos años más tarde y ya comenzadas las obras, éstas fueron paralizadas por el ingeniero de caminos municipal Juan Machimbarrena. 
El río Urumea sería desviado por su actual cauce el año 1926, y unos años más tarde se procedería a la convocatoria de un nuevo concurso al que se presentaron el propio Machimbarrena y Gaiztarro. La aprobación de este proyecto en 1940 supuso la anulación del aceptado en 1922.
Los autores de la idea preveían un nuevo barrio con 20.000 habitantes, inmenso parque, una ciudad jardín junto a las vías del tranvía, manzanas abiertas y plazas porticadas con un cuarto puente que comunicaría la plaza de Pío XII con Mundaiz. Pero el Plan de Ordenación Urbana de San Sebastián, aprobado en 1962, modificó el proyecto dividiéndolo en tres fases muy concretas:
la primera correspondía a la Avenida del Stadium (avenida de Madrid) hasta Anoeta; la segunda comprendía la parte más cercana al Urumea y al ferrocarril, y la tercera llegaba desde la plaza del Centenario hasta la de Pío XII.

### Primeros pasos del nuevo Ensanche
Casi terminados los años cuarenta del siglo XX pudo verse la primera casa, construida junto al apeadero del “Topo”, frente al paso a nivel de Anoeta, y a continuación, ya en los cincuenta, a partir del parque de Amara fue haciéndose realidad el nuevo Ensanche.
Pronto quedaron tan sólo en el recuerdo los circuitos internacionales de Amara destinados a carreras de coches y motos o las tradicionales Ferias de San Juan, que si muchos años atrás ya habían abandonado la plaza del Centenario ahora tenían que desalojar la avenida de Sancho el Sabio y la plaza de Pío XII para desplazarse hasta el puente de Hierro… 
Los grandes premios motoristas de San Sebastián supusieron las primeras citas masivas de donostiarras en el futuro ensanche de Amara, llegándose a publicar cartas del alcalde para que los empresarios dieran asueto a sus obreros y empleados cuando había carreras. El circuito, formado por la hoy avenida de Madrid, paseo de Zorroaga, calle de los Corsarios, paseo de Bizkaia, calle del Parque, Avenida de Sancho el Sabio y Plaza de Pío XII, contaba como protagonista con el donostiarra Juan Kutz, que pilotando una “Triumph” competía con los mejores fabricantes del momento: “Lube”, “Montesa”, “Peugeot”, “Guzzi”, “Rudge”, “B.M.W.”, “Harley”… siendo las pruebas de “side cars”, por su espectacularidad, las que más curiosidad despertaban.
El caserío Santiago fue “engullido” por la nueva urbanización, y con él los que rodeaban Anoeta, cuando en 1950 se construyó la Ciudad Deportiva y veinte años más tarde la Variante donostiarra.  

### La Ciudad Deportiva
No llegó a ser realidad la proyectada Ciudad de los Estudios o de los Estudiantes cuando se inauguraron los Institutos, pero el ensanche fue adquiriendo vida propia, marcada por lugares como los cines Astoria y Rex Avenida, la parroquia de la Sagrada Familia, los citados centros de enseñanza y sobre todo por la Ciudad Deportiva, a la que fueron añadiéndose importantes instalaciones, como el velódromo, los frontones, el polideportivo… En 1993 se inaugura el nuevo Estadio de Anoeta.
Estos equipamientos deportivos han sido y son escenario de eventos de carácter nacional, internacional y mundial que han colaborado a que el nombre de Amara sea conocido allende nuestras fronteras. Un breve repaso a algunos de estos acontecimientos puede trasladarnos al año 1949, cuando el 9 de julio hicieron su entrada en la actual avenida de Madrid los doscientos “routiers” que participaban en la etapa Burdeos – San Sebastián del Tour de Francia, ganando al sprint el francés Luis Caput; o a 1973, cuando tuvieron lugar los Campeonatos Mundiales de Ciclismo en un velódromo recién cubierto para la ocasión, y en los que el polaco Kierzkowski consiguió la primera medalla de oro en un kilómetro contra reloj.
Además de las innumerables pruebas atléticas internacionales, merecen también una mención especial los Mundiales de Pelota Vasca programados el año 1970 en el frontón Anoeta, actual Frontón Atano III, que pasaron a la historia por lanzarse Joseba Elósegui envuelto en llamas frente a Franco.
Nueve años más tarde, en 1979, Amara volvería a convocar a miles de deportistas con motivo de las Seis Horas de Euskadi. Los especialistas de pista y ruta más conocidos demostraban su capacidad entre actuaciones musicales y exhibiciones de deporte vasco. Tras el paréntesis de los años 2005 y 2006, motivado por las obras del Velódromo, la reunión volvió a celebrarse el año 2007 sin conseguir ganarse la atención del públicos, cuyo descenso motivó que en 2008 tuviera lugar la definitiva suspensión de lo que había sido uno de los más atractivos espectáculos deportivos de la ciudad.

### Los conciertos
Capítulo aparte merecen los conciertos musicales ofrecidos en el Velódromo Antonio Elorza, el Polideportivo José Antonio Gasca y el Estadio de Anoeta, que han convertido a Amara en uno de los escenarios más importantes de Europa. Desde finales de los años setenta hasta hoy, los más importantes grupos y solistas locales, nacionales e internacionales han ofrecido infinidad de conciertos. 

### La consolidación de un barrio
El paso de los años y el consiguiente incremento de la población (datos municipales recientes citan 25.618 habitantes: 13.890 mujeres y 11.728 hombres) han conseguido romper la falta de integración que durante varias décadas existió en Amara Berri, al proceder la casi totalidad de su vecindario de otros barrios de la ciudad donde tenían echadas sus raíces.
En este punto es de obligado reconocimiento la labor desarrollada por las muchas entidades culturales, populares, sociales… que partiendo de la nada, con esfuerzo, insistencia y sobre todo grandes deseos de crear pueblo, han conseguido el ambiente propicio para que aquellas personas que se sentían en un barrio extraño hablen de Amara Berri como de “su” barrio, apoyadas ya por las nuevas generaciones de donostiarras nacidas en Amara.

## Cronología
1864 Se inauguró el Puente de hierro coincidiendo con la llegada del ferrocarril a San Sebastián.
1895 Los señores Barrio y Goicoa presentan una memoria en el Ayuntamiento mostrando la necesidad de la creación del Ensanche de las Marismas de Amara.
1903 Se inaugura el tranvía eléctrico a Amara conocido como “El Urbano”.
1903 Para contrarrestar la competencia que suponía la puesta en marcha del ferrocarril de Hernani, la Compañía del Tranvía de San Sebastián inauguró el 3 de noviembre su propia línea a la estación de Amara.
1905 El Ministerio de Fomento autoriza al Ayuntamiento para desviar y encauzar el río Urumea, que hasta la fecha rodeaba el actual ensanche de Amara.
1910 Se inaugura el asilo Reina Victoria, actual residencia Zorroaga (5). Para su construcción se derribaron los caseríos Tximitegi y Zorroaga.
1911 El muro de encauzamiento de la margen occidental del Urumea llega hasta el Puente del Hierro. En 1913 finaliza también el de la margen oriental. 
1912 Se inauguró la línea del tranvía de San Sebastián a la frontera, conocido como “El Topo”.
1913 Horacio Azqueta presenta un proyecto para la construcción en los terrenos ganados al río del Ensanche de Amara y que fue aprobado por el Ayuntamiento.
1914 Se publican las bases para la subasta de las obras del Ensanche de Amara.
1915 Se presentan dos proyectos, debidos a Horacio Azqueta – José Gurrutxaga y Eugenio Vallarino.
1917 Se reparte el premio entre los dos proyectos a partes iguales.
1917 Se aprueba el presupuesto para construir el Ensanche de Amara.
1919 Se da prioridad al proyecto de Horacio Azqueta y José Gurruchaga.
1922 Tras modificaciones al plan presentado en 1913, el Ministerio de Gobernación aprobó los planos del nuevo Ensanche. 
1922 En la actual Plaza del Centenario se inauguró la I Feria de Muestras de San Sebastián.
1925 Construcciones en Amara Viejo.
1925 Se abren las instalaciones de la Hípica en la plaza del Centenario antes de trasladarse a Loiola.
1925 Ferias de San Juan se instalan por primera vez en la Plaza Centenario.
1926 Se celebra la ceremonia oficial por el desvío del río Urumea por su actual cauce.
1933 Se inicia el proceso de expropiación de las fincas, el saneamiento y el terraplenado de la avenida principal.
1935 El ingeniero de obras municipales, Sr Machimbarrena, presentó un plan de reforma convocando un nuevo concurso.
1936 Se adapta para el aeródromo el comienzo del actual paseo de Errondo.
1940 Se aprueba el proyecto presentado por Gaiztarro y Machimbarrena, que invalida el de Azqueta y Gurruchaga de 1922.
1943 Machimbarrena propone unas ordenanzas municipales que abrirán las puertas para que se produzca el histórico deterioro urbanístico de Amara Berri.
1944 Se inauguró el llamado estadio de bolsillo de Amara, ubicado en la actual Plaza del Sauce.
1947 Se construyen los dos primeros edificios de Sancho el Sabio.
1947 Se autoriza la construcción del paso a nivel de Anoeta.
1948 La Avenida de Madrid es final de una de las etapas del Tour de Francia.
1948 Se celebra el I Circuito Motociclista de Amara, que albergaría carreras de automóviles, destacando el donostiarra Juan Kutz como piloto destacado.
1950 Plan general de San Sebastián. En esta década se llega hasta la plaza Pío XII, la llamada “primera zona”. Se acuerda dedicar una calle a Sancho el Sabio, cumpliendo un acuerdo tomado en 1902.
1950 Con la celebración de unas Jornadas Deportivo Culturales, organizadas por el Frente de Juventudes, se inauguró el Estadio de Anoeta, teniendo de cuerda 400 metros.
1950 Se inauguró el Trinquete Club de Anoeta, cerrado temporalmente en 1998.
1951 Comienzan las construcciones en las marismas desecadas de Amara.
1952 Se inaugura la Clínica de San Juan de Dios.
1952 Con motivo de celebrarse los Campeonatos Mundiales de Aficionados de Pelota Vasca se inauguraron en Anoeta los frontones abiertos y la plaza de rebote.
1953 Se inaugura el Hospital de Amara.
1953 Se inaugura la ciudad Sanitaria y el Pabellón Sanatorio Antituberculoso.
1954 Se inauguró la pista auxiliar del Estadio de Anoeta, en terrenos del actual Palacio de Hielo.
1954 Se inauguró la llamada Ciudad Deportiva Anoeta y la virgen de Arantzazu fue entronizada en la misma.
1955 Se construyó el nuevo Gobierno Civil y el edificio del Instituto Nacional de Previsión.
1956 El Instituto Peñaflorida es trasladado a Amara, en el lugar donde actualmente se encuentra el Usandizaga.
1956 El Instituto Politécnico Easo es trasladado a Amara.
1956 Se inaugura la Escuela de Peritos Industriales y el edificio del Gobierno Civil.
1956 Se aprobó el nombre del papa Pío XII para una de las plazas del Ensanche.
1956 Se implantó el autobús nº11 hasta la Plaza de Pío XII.
1957 Cine Rex-Avenida propiedad de la sociedad de fomento. Se proyectó “El abrigo de visón” de Glauco Pellegrini.
1957 Se acuerda dedicar una calle al escritor José María Salaberría.
1958 El 31 de enero se derrumba el edificio de Sancho el Sabio 29-31-33. Causó una gran conmoción, ya que fallecieron 8 obreros.
1958 I Circuito Internacional de Bólidos.
1958 Se celebra el I Criterium Ciclista Internacional de Amara. Este año y los siguientes participan los ganadores del Tour de Francia, destacando la figura de Bahamontes.
1958 La Avenida de Madrid es final de la Vuelta a España.
1960 A partir de los años sesenta, el desarrollo del tráfico rodado dificultó la correcta prestación de los servicios de la Compañía del Tranvía.
1960 Se acuerda dedicar una calle a la Sagrada Familia y dar nombre a la plaza del Sauce.
1960 Se inauguran el Hospital Provincial y la Residencia Nuestra Señora de Aranzazu.
1960 Por primera vez la línea de trolebuses llega hasta la Plaza Pío XII.
1960 La red de la Compañía del Tranvía se amplió con la creación de la línea de la Ciudad Sanitaria. La vieja carretera a los hospitales provocaba situaciones comprometidas cuando se cruzaban en su camino dos unidades.
1961 Se inauguró el cine Astoria con la proyección de la película “Ben Hur” dirigida por William Wyler.
1961 El trolebús llega hasta Anoeta.
1962 Plan General de Ordenación Urbana. A partir de aquí destacará el desarrollo del Ensanche de Amara.
1962 Se aprobaron los nombres de las siguientes calles: Avenida Felipe IV, Pescadores de Terranova, Balleneros, Avenida de Madrid, Real Compañía Guipuzcoana de Caracas, Corsarios Vascos, Astilleros, Eibar, Paseo de Zorroaga, Isabel II e Irún.
1963 Se inaugura el Frontón de Anoeta.
1964 Se aprueba un Plan Parcial para Amara.
1964 Instituto Usandizaga emakumeentzako sortzen da (Peñafloridarengandik bananduz).
1965 Club de Montaña Donostia auzo elkartea sortu zen, mendiko zaletasuna sustatzeaz gain, euskal ohiturak suspertzea zen.
1965 Se construye el Velódromo de Anoeta.
1966 El Carmelo Ikastetxea abrió sus puertas en el actual edificio.
1966 Se inauguró la fuente de la Plaza Pío XII, obra de Carlos Buigas, regalada a San Sebastián por la colonia catalana como demostración de la hermandad existente entre ambos pueblos.
1966 Se inaugura el Instituto de Peñaflorida de Enseñanza Media.
1966 El Consejo de Ministros acuerda la construcción de la Variante de San Sebastián.
1967 En la plaza Pio XII se inauguró la carpa donde se dio a conocer en San Sebastián el sistema cinematográfico conocido como Cinerama.
1967 Se crea la sociedad cultural Ikasbide, la que será primera ikastola de Amara Berri.
1967 Se inaugura el templo de la Sagrada Familia.
1967 La Compañía del Tranvía introdujo un nuevo modelo de autobús Pegaso, el 6035 que, con 80 unidades, se convertiría en el más numeroso en toda la historia de la empresa.
1968 Se introdujo la explotación con agente único en la línea de la Ciudad Sanitaria.
1970 Se celebran en el entonces Frontón de Anoeta los VII campeonatos Mundiales de Pelota Vasca. Joseba Elosegui se tira envuelto en llamas frente al palco de Franco.
1970 Se construye el polideportivo Anoeta.
1971 Catalina de Erauso abrió sus primeras aulas de parvulario.
1971 Los trolebuses que cubren la línea de Amara y Anoeta son sustituidos por autobuses.
1971 Se suprimieron los trolebuses a Gros y Amara-Anoeta.
1972 Se inaugura el Palacio de Hielo Txuri Urdin.
1972 Se aprueba la primera fase de la Variante de San Sebastián. Su construcción acarreará la demolición de varios caseríos de Amara y Anoeta, como Ordago, Errotatxo, Anoeta, Illumbe.
1972 Se aprueba definitivamente el Plan Parcial del Apéndice y polígono 22 (Amara-Osinaga).
1973 Se inaugura el tramo de la variante que llega hasta Loyola.
1973 Debut de la tamborrada C.D. Donosti, la más antigua de Amara Berri.
1973 Se cubre el Velódromo de Anoeta.
1974 El Hospital de Amara pasa a ser conocido como Hospital del Tórax.
1974 Se inauguró el Frontón Carmelo Balda.
1974 Se creó el primer servicio transversal de la Compañía del Tranvía, entre los barrios de Gros y Amara.
1974 Se inaugura la línea de autobuses Gros-Amara.
1975 Se inaugura la tercera fase de la Variante de San Sebastián.
1977 El Velódromo pasa a denominarse Palacio Municipal de Deportes.
1977 Se inauguró la pista cubierta del Velódromo con la celebración del Campeonato de Europa-Absolutos.
1977 Se terminó de construir la Torre de Anoeta
1978-79 Amara Berri Ikastetxea abrió sus primeras aulas.
1979 La calle del Parque pasa a ser la calle del Parque Álava.
1981 Se aprueba el nombre de Pescadores del Gran Sol.
1981 Se inaugura la línea de autobuses Antiguo-Amara.
1982 Al fallecer José Antonio Gasca se da su nombre al Polideportivo de Anoeta.
1982 La compañía de Tranvía introdujo en San Sebastián un nuevo modelo de autobús, el Pegaso 6038, una evolución del experimentado 6035. Hasta 1986 se adquirieron 41 unidades matriculadas en la serie 200-240.
1985 Fallece Paco Yoldi, que dará nombre a las Piscinas de Anoeta.
1986 Durante la celebración del XXXIV Festival Internacional de Cine de San Sebastián, el Palacio Municipal de los Deportes, Velódromo de Anoeta, quedó convertido en “la mayor sala cinematográfica del mundo”.
1987 Coincidiendo con el centenario de la empresa, la Compañía del Tranvía introdujo en las calles de San Sebastián un nuevo modelo, el Mercedes 0.405, que rompía con más de un siglo de monopolio de la firma Pegaso.
1988 Se cerró el cine Astoria para ser convertido en multicines, proyectándose la película “Dirty Dancing” dirigida por Emile Ardolino.
1988 La Diputación Foral de Guipúzcoa aprobó la modificación del Plan General del Apéndice y del Polígono 22.
1989 Se reinauguró el cine Astoria convertido en multicines con siete salas.
1990 Desaparece el caserío Gantxegi, último de los que había en la zona de Anoeta.
1991 Se cerró el cine Rex Avenida con la proyección de la película “Estamos muertos” de Mark Goldblatt.
1992 Se aprobó el nombre de Padre Donostia.
1993 Se aprobaron los nombres de las calles: Baldomero Anabitarte, Illumbe, Marcelino Soroa, Maestro Santesteban, Ignacio Mercader, Toribio Alzaga, Consulado, Ricardo Eizaguirre, Gracia Olazabal y Azcoitia.
1993 Se inaugura el Estadio de Anoeta con la celebración del Campeonato de Europa Juniors.
1994 La Tamborrada de la Asociación de Padres Amara Berri sale por primera vez con el nombre de Amara Berri Guraso Elkarte Danborrada.
1994 Concierto de Pink Floyd en el Estadio de Anoeta.
1995 Plan General, plan en el que se toman medidas a las que se suman el estadio y zona deportiva de Anoeta (1993).
1995 Se acordó dar el nombre de Gregorio Ordóñez a una calle de Amara-osinaga.
1995 Se da el nombre Atano III al frontón de Anoeta.
1996 Se inaugura la plaza de Irun, destacando en ella la fuente que con el título de “Zubieta” original de Aitor Mendizabal.
1996 Cinco socios de la sociedad Santiagomendi presentan el proyecto de crear su propia tamborrada.
1996 Se inaugura el centro comercial Arcco.
1997 Se crea la primera junta directiva de la Sociedad Gastronómica Urtoki, en 1998 tuvo la inauguración oficial de la sociedad.
1998 Inauguración de la Sociedad Urtoki.
1998 Peñaflorida y Usandizaga se unifican.
1998 Se inauguró la Plaza de Toros de Illumbe con toros de la ganadería de Torrestrella, toreando los espadas José María Manzanares, Enrique Ponce y Rivera Ordóñez.
1998 Debut de la tamborrada Lagun Berriak.
1999 Se inauguró la sede social de la Asociación de Vecinos de amara Osinaga.
1999 Debut de la tamborrada de Ikasbide Kultur Elkartea.
1999 Se reforma el Palacio de hielo Txuri Urdin.
2000 Se inaugura el Puente de Mundaiz.
2000 Sale por primera vez la comparsa de caldereros en Amara Berri, llamada Amarakaldek que en un principio estuvo formada por componentes de las tamborradas que salían en la tarde del 20/1.
2001 Se inaugura el Centro Cultural Ernest Lluch en el Estadio de Anoeta.
2004 Se inaugura la piscina cubierta de Anoeta.
2005 Se da el nombre Antonio Elorza al Palacio Municipal de Deportes.
2005 Concierto de U2 en el Estadio de Anoeta.
2006 Concierto de Depeche Mode en el Estadio de Anoeta.
2006 Se inaugura el ambulatorio de Amara Berri en la calle Javier Barkaiztegi.
2007 Concierto de The Rolling Stones en el Estadio de Anoeta.
2007 La antigua fábrica de gas de Morlans es demolida.
2008 Concierto de Bruce Springsteen en el Estadio de Anoeta.
2009 Se celebra en el Estadio de Anoeta el primer centenario de la Real Sociedad.
2010 Se inauguran los puentes del Lehendakari José Antonio Agirre y la Real Sociedad.
2011 Se inaugura la iglesia de Iesu.
2013 Se inaugura el nuevo edificio del instituto Peñaflorida.
2016 Se traslada la estación de autobuses de la plaza Pío XII a Eguía.